# Heen en Weer Amsterdam

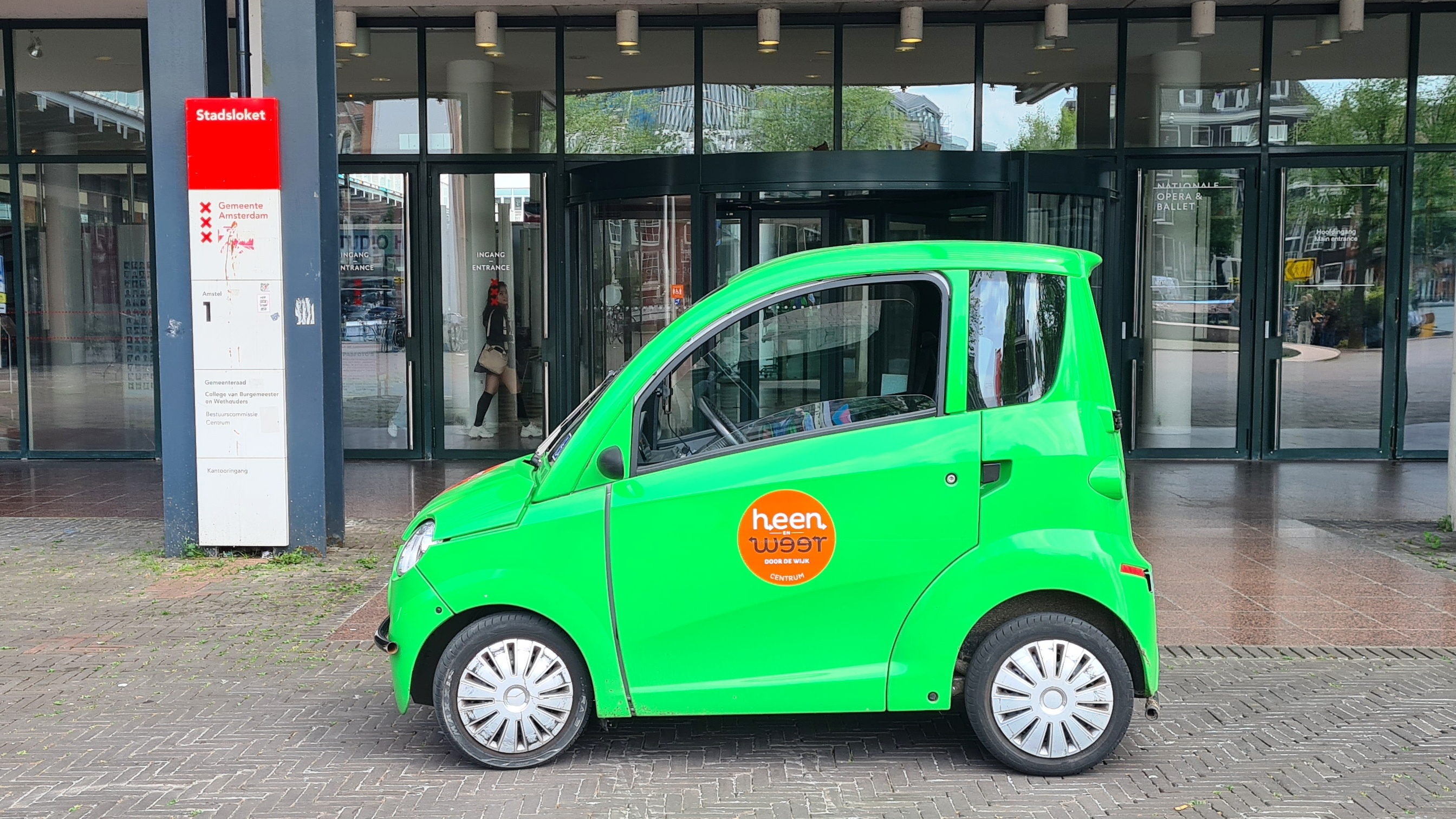
Canta Heen en Weer Centrum voor de Stopera

Heen en Weer is een organisatie die in een aantal stadsdelen van Amsterdam een vervoerdienst in de wijk aanbiedt aan mensen die niet goed ter been zijn, met het doel hen uit hun sociale isolement te halen. De organisatie wordt grotendeels beheerd door vrijwilligers.

## Geschiedenis
In 2017 begint Heen en Weer in de gecombineerde wijken Rivierenbuurt/De Pijp. Mensen die niet meer goed mobiel zijn, kunnen dankzij de wagentjes en vrijwilligers van Heen en Weer dan makkelijk weer op bezoek bij kennissen, het café, het buurthuis, dan wel boodschappen doen of naar bijvoorbeeld een kapper, arts of fysiopraktijk. De ritjes vinden alleen plaats in de eigen wijk en zijn voor één passagier tegelijk. Doordat men niet afhankelijk is van 'bekenden', komt het er makkelijker van om zo'n verplaatsing te ondernemen, ook doordat de kosten van een enkel ritje € 1,- bedragen. De ritten maken het voor ouderen ook mogelijk langer zelfstandig te blijven wonen. Aanvankelijk rijdt men alleen op werkdagen, maar sinds 2024 zijn ook ritten op zaterdag mogelijk. De rijtijden zijn in principe overdag.
Wanneer het succes van de formule is bewezen, worden in 2022 pilots gestart in andere wijken en stadsdelen: Oud-Zuid (tussen ringweg A10 Zuid en Vondelpark), Buitenveldert en Centrum. Daar komt in 2025 stadsdeel Oost bij. Ook in deze delen van de stad slaat het Heen en Weer-vervoer aan, in alle stadsdelen bij elkaar rijdt Heen en Weer inmiddels enkele tienduizenden ritten per jaar. De groei komt onder meer doordat veel huisartsen, buurthuizen en fysiopraktijken de Heen en Weer-folders in hun wachtkamer hebben liggen. In Amsterdam-West is Heen en Weer nog niet actief.

## Organisatie en financiering
Elke wijk dan wel stadsdeel waarin de organisatie actief is, heeft een eigen stichting Heen en Weer. Daarboven is er een overkoepelende Vereniging Heen en Weer. Naast de eigen bijdrage van een euro per rit hebben de stichtingen en vereniging nog inkomsten uit subsidies van de gemeente, giften van particulieren en diverse fondsen. Daarbij helpt het feit dat het meeste werk wordt verzet door vrijwilligers (en 'rijwilligers', zoals de chauffeurs in de werving worden genoemd).

## Voertuigen
Heen en Weer rijdt met elektrische voertuigen van de merken Canta en Max Mobiel. De kleur is knalgroen, met ronde oranje stickers erop. Deze wagens mogen op de rijbaan en het fietspad rijden, en zijn dankzij hun afmetingen geschikt om tussen vrijwel alle paaltjes door te komen. Tegelijkertijd bieden ze een gemakkelijke instap en hebben ze achterin ruimte voor een inklapbare rollator of zelfs een compacte rolstoel. Doordat de gemeente deze wagens als invalidevoertuig heeft aangemerkt, mogen ze ook op de stoep en in voetgangersgebieden rijden (max. 5 km/h) en kunnen ze de passagier zo dicht mogelijk bij z'n bestemming afzetten.
In Buitenveldert rijdt Heen en Weer met een compacte en eveneens elektrische personenauto (Renault Twingo).

## Trivia
- In aflevering 11 t/m 17 van de serie Damsko toonde de lokale Amsterdamse tv-zender AT5 in het najaar van 2023 het reilen en zeilen van Heen en Weer Centrum.[7]

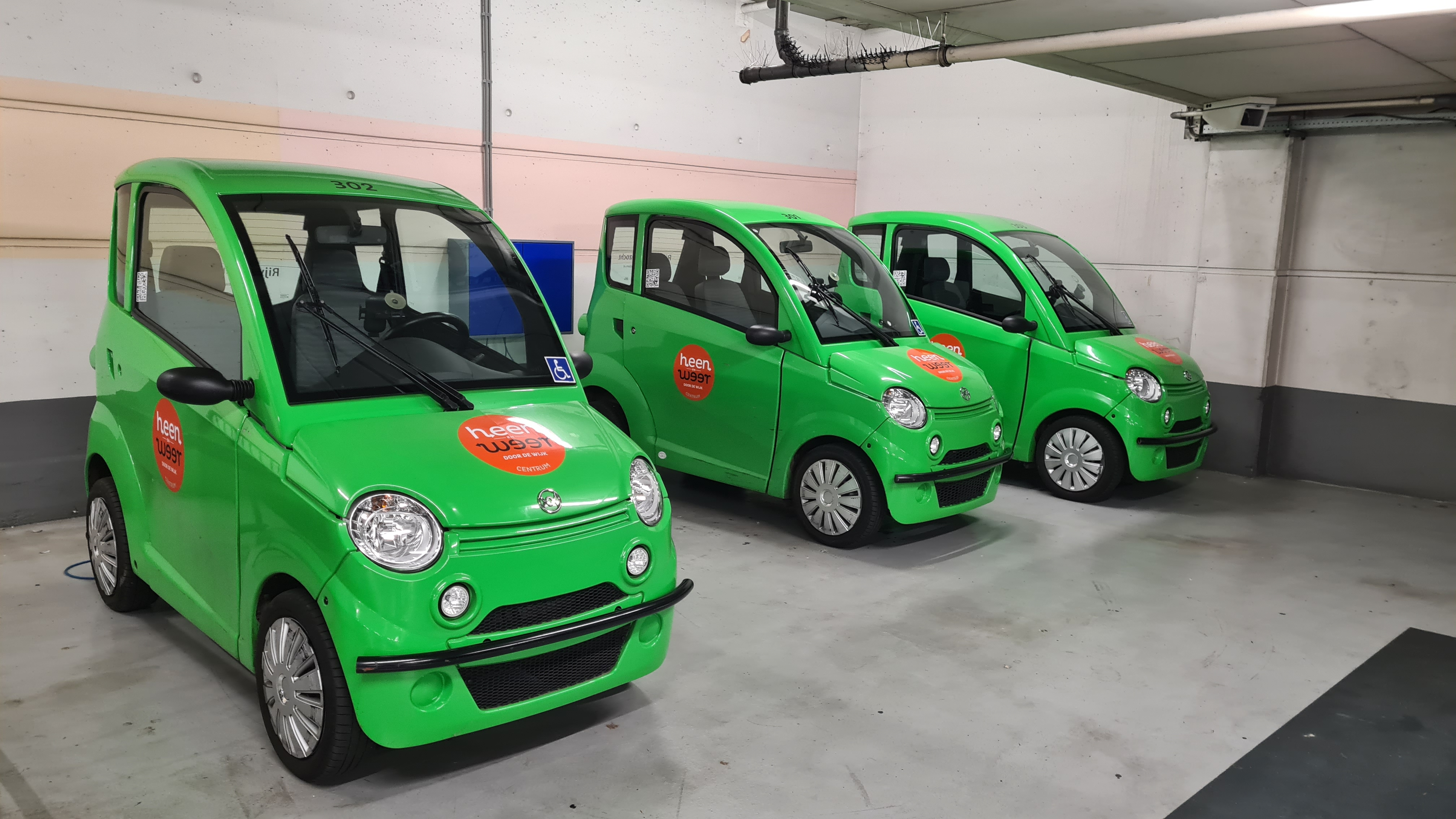
Canta's Heen en Weer Centrum in parkeergarage
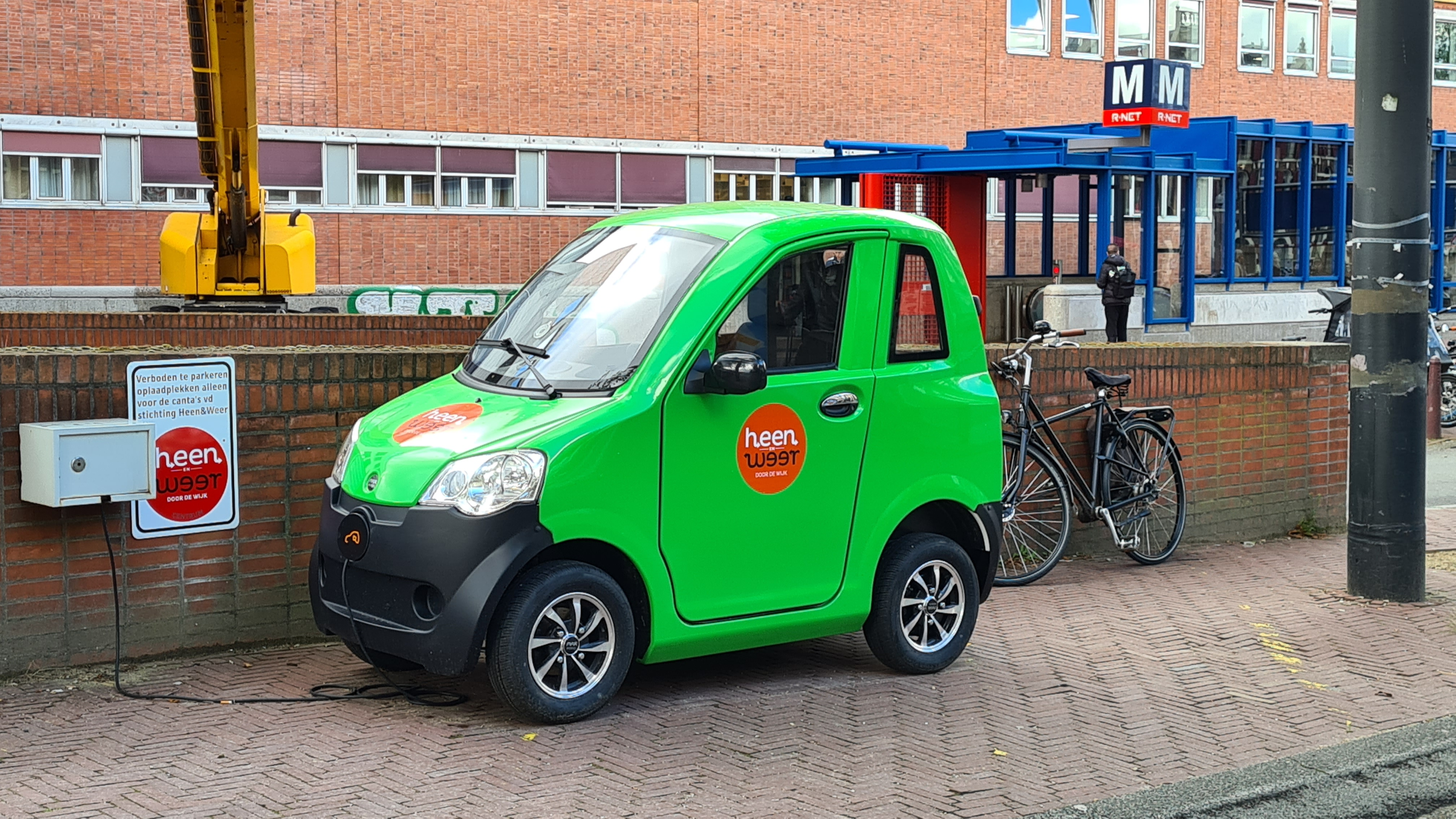
Max Mobiel Heen en Weer bij Stopera
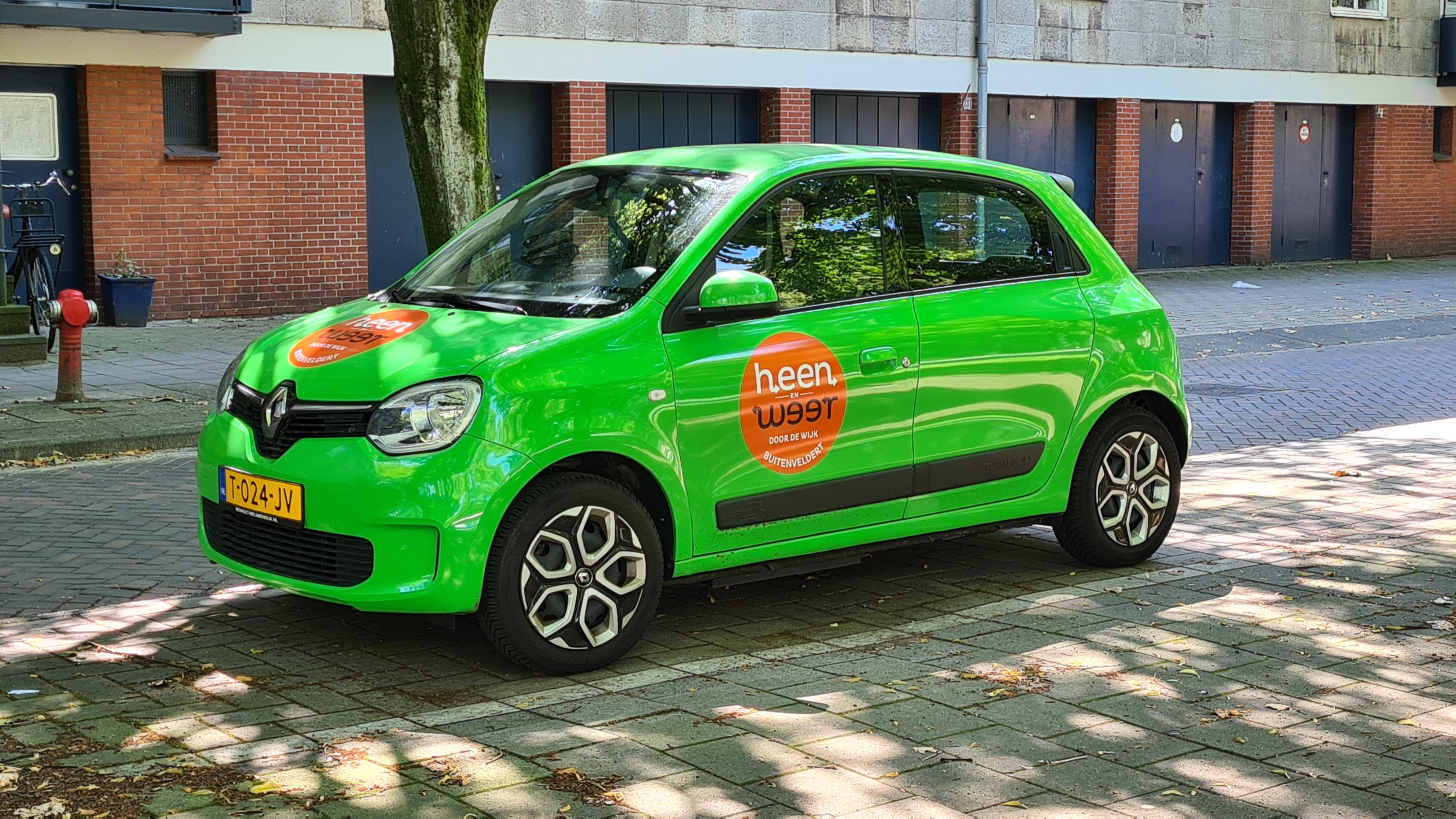
Renault Twingo Heen en Weer Buitenveldert op de weg